# Tesla Supercharger
Tesla Supercharger är ett globalt nätverk med snabbladdare för elbilar av den amerikanska biltillverkaren Tesla, Inc. Från början fungerade de bara med Teslas elbilar, men sedan 2022 kan även andra bilar laddas på de flesta av stationerna. Superchargern använde från början en modifierad Typ 2-kontakt men från version V2 och framåt används i Europa kontakter av typ CCS2, på V2 finns båda kontakttyperna medan på senare finns enbart CCS2. Varje lokalisering av Superchargers består av många uttag från 4 stycken till upp emot 50–60 stycken.